# Brodir
Brodir (fine X secolo – nei pressi di Dublino, 24 aprile 1014) e il fratello Ospak furono due danesi attivi sull'Isola di Man e in Irlanda nell'XI secolo. Vengono menzionati nella Cogad Gáedel re Gallaib del XII secolo e nella Njáls saga del secolo seguente come due comandanti che combatterono su fronti opposti alla Battaglia di Clontarf. Le cronache vogliono che sia stato Brodir ad uccidere Brian Boru, re supremo d'Irlanda, entrambi perirono nello scontro e fonti diverse vogliono che sia stato l'uno ad uccidere l'altro. Ospak combatté al fianco di Boru e perse due figli in battaglia.

## Storia tramandata
Brodir ed il fratello Ospak erano due fratelli di origine danese che vivevano sulla costa occidentale dell'Isola di Man. Secondo la Njáls saga del XIII secolo Ospak era una sorta di profeta e viene descritto come il più saggio degli uomini, mentre Brodir era un cristiano che, divenuto diacono, aveva potuto recitare messa anche se poi aveva commesso peccato d'apostasia ed era divenuto uno dei più abili stregoni, sempre secondo la stessa saga Brodir era alto e nero di capelli che portava infilati in cintura e portava un'armatura di maglia che niente poteva scalfire. Erano entrambi proprietari di una flotta e talmente coraggiosi che niente poteva fermarli.
Nel decennio del 1010 Brian Boru divorziò dalla propria moglie di origine vichingo-gaelica Gormflaith ed ella iniziò delle manovre di opposizione contro l'ex-marito. Attorno al 1012 le relazioni fra Brian Boru e la regione del Leinster era diventata tanto tesa che infine scoppiò un'aperta rivolta e Gormflaith mandò il proprio figlio Sigtrygg Barba di Seta, nato da un precedente matrimonio, perché ottenesse l'appoggio di Sigurd il Forte, Conte delle Orcadi, e quello di Brodir ed Ospak ad ogni costo. Sigtrygg convinse Brodir a recarsi a Dublino per la Domenica delle palme promettendo separatamente a lui e a Sigurd che se la loro impresa avrebbe avuto successo avrebbero potuto sposare Gormflaith e, quindi, diventare Re supremo d'Irlanda. Ovviamente l'uno era all'oscuro che l'altro aveva avuto le stesse promesse e viceversa. Ospak non si prestò, insoddisfatto dell'accordo affermò di non voler combattere contro un re tanto giusto.

### L'antefatto allo scontro
Gli eventi che portarono alla Battaglia di Clontarf divennero parte di un racconto eroico che venne scritto nelle saghe nei secoli seguenti, sia irlandesi che norvegesi, e i presagi maligni che la precedettero vennero riportate dagli uomini del nord. Secondo la Njáls saga una notte Brodir un gran frastuono svegliò lui e i suoi uomini sull'Isola di Man tanto che si alzarono e rivestirono di tutto punto, fino all'alba il chiasso venne accompagnato da una pioggia di sangue che li scottò nonostante fossero vestiti e un uomo per nave morì. La seconda notte fu un assalto di spade, asce e lance che volavano nell'aria a svegliarli e di nuovo un uomo per nave perì, mentre la terza notte furono attaccati da corvi con becchi e unghie di ferro che procurarono, nuovamente, un caduto per imbarcazione.
Brodir si consultò quindi con il fratello che gli rispose che a suo parere erano presagi che molto sangue, di entrambe le parti, sarebbe stato sparso, che lo stesso Brodir sarebbe morto, se ci fosse stato uno scontro, trascinando tutti i propri uomini fra i dolori dell'inferno. Brodir si arrabbiò tanto che decise di uccidere gli uomini del fratello il giorno seguente, e quando Ospak capì disertò portando con sé le proprie dieci navi. Ospak fece quindi rotta verso l'Irlanda dirigendosi verso il Connacht e risalito lo Shannon si unì all'esercito di Brian Boru. Egli disse al sovrano quel che sapeva, si fece battezzare e radunò i propri uomini per andare a Dublino con il re una settimana prima delle Palme.

### La battaglia

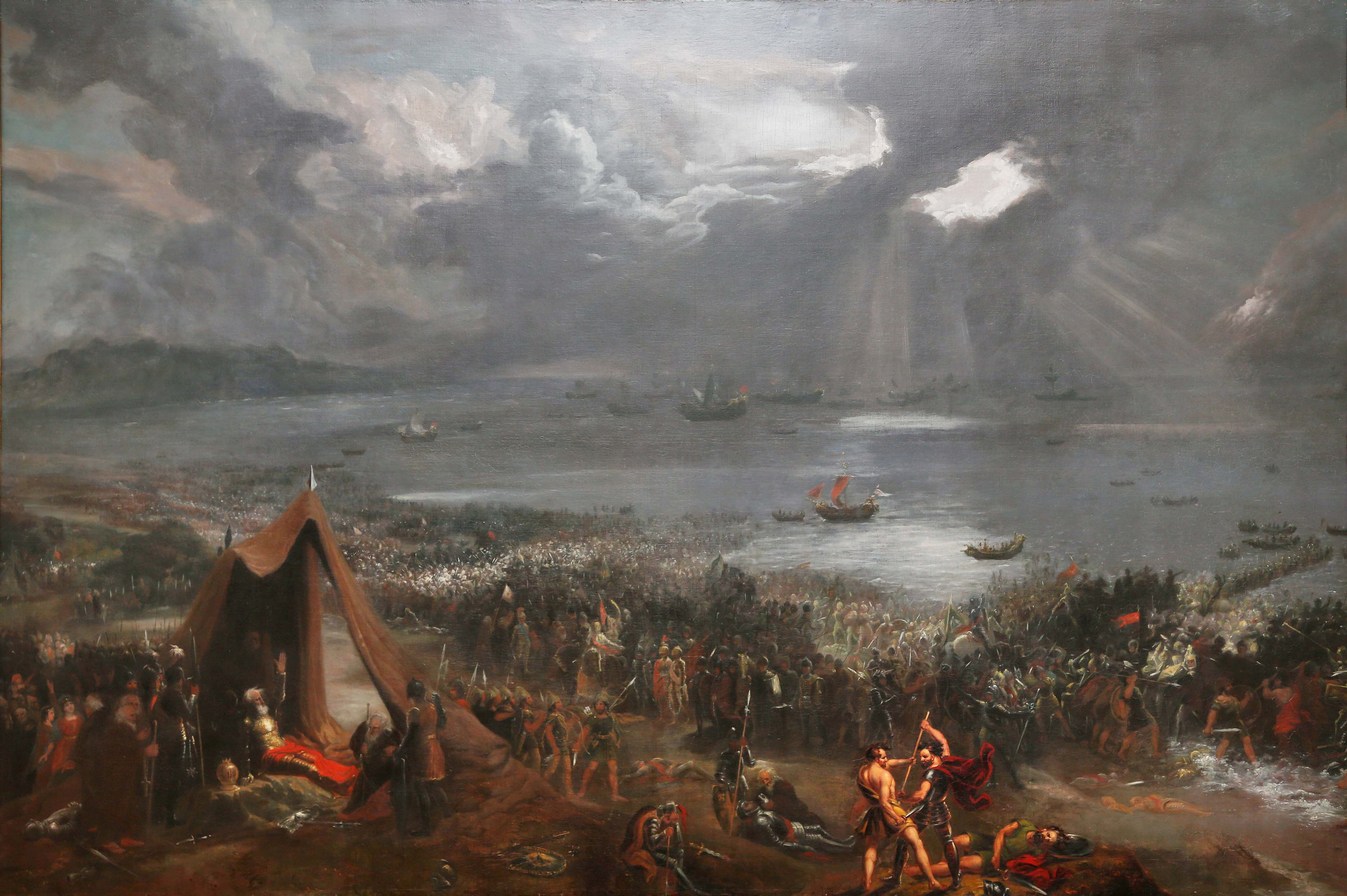
La Battaglia di Clontarf, olio su tela di Hugh Frazer, 1826

La Njáls saga vuole che Brodir tentò di predire gli esiti dello scontro, e profettizzò che se si fosse combattuto di Venerdì santo Brian Boru sarebbe morto, ma il suo esercito avrebbe vinto lo scontro, se avessero combattuto un giorno prima invece tutti coloro che gli si opponevano sarebbero stati uccisi. Brian Boru era riluttante sul combattere di venerdì santo, ma i danesi spinsero per quel giorno che cadeva il 23 aprile del 1014.
I due fratelli quindi si ritrovarono su fronti opposti alla battaglia, Brodir si presentò con un esercito di 1.000 scandinavi con tanto di armatura, insieme ai danesi e a Sigurd il forte. Sull'ala opposta Brodir si trovò a fronteggiare Ulf il Litigioso, egli si gettò contro i nemici e sotto di lui caddero i primi che si trovò alla mano giacché la sua armatura lo proteggeva dai colpi di spada. Una volta che si trovò davanti Ulf tuttavia Brodir non resse ai colpi e dovette fuggire, la battaglia infuriò a lungo, dall'alba al tramonto, ma la prolungata assenza di Brodir abbassò il morale dei suoi uomini, tanto che alla fine i vichinghi di Man tornarono alle proprie navi dopo che erano stati colpiti da Murchad, uno dei figli di Brian Boru.
Nel frattempo il re, ormai sui settant'anni, era stato invitato ad attendere in una tenda l'esito della battaglia, ma si racconta che uno dei suoi uomini, forse Tadhg Mór Ua Cellaigh, re del Uí Maine, avesse detto a Brodir dove trovarlo. I racconti differiscono su chi uccise chi fra i due, le fonti irlandesi vogliono che Brodir abbia abbattuto la guardia del re prima di essere ucciso lui stesso dal sovrano che poi morì sotto il colpo infertogli da Brodir. La Njáls saga racconta che Brodir uccise Brian Boru, ma venne poi catturato e morì, legato a un albero per mano di Ulf il Litigioso. Alcuni storici oggi ritengono che Brodir cadde in battaglia in maniera indipendente giacché Brian Boru venne ucciso da uno scandinavo in fuga dalla battaglia.
Ospak dal canto suo dovette combattere contro Sigtrygg e vide cadere nello scontro due dei suoi figli.